# Mezzo dollaro d'argento
Mezzo dollaro d'argento (Son of a Gunfighter) è un film del 1965, diretto da Paul Landres.

## Trama
1877. Johnny Ketchum è rimasto solo dopo che il padre è misteriosamente scomparso. Il figlio decide di cercarlo, ma scopre che il padre è in Messico e si è messo a capo di una banda di criminali.